# بخش اولوم
بخش اولوم (به اسپانیایی: Departamento Ullum) یک منطقهٔ مسکونی در آرژانتین است که در استان سان خوآن، آرژانتین واقع شده‌است. بخش اولوم ۴٬۳۹۷ کیلومتر مربع مساحت و ۴٬۴۹۸ نفر جمعیت دارد.